# Hephzibah Menuhin
Hephzibah Menuhin (San Francisco, 20 mai 1920 - Londres, 1er janvier 1981) est une pianiste, écrivain américano-australienne. Elle a été aussi très active pour la défense des droits humains. Elle était la sœur du violoniste Yehudi Menuhin et de la pianiste, peintre et poète Yaltah Menuhin. Elle était également douée pour les langues et était écrivain, coauteur de plusieurs livres et de nombreux articles écrits avec son second mari, Richard Hauser.

## Jeunesse
Hephzibah Menuhin est née à San Francisco. Par son père, Moshe Menuhin (en), ancien étudiant rabbinique et écrivain opposé au sionisme, Hephzibah Menuhin était issue d'une longue dynastie rabbinique. Moshe est l'auteur de The Decadence of Judaism in Our Time and Jewish Critics of Zionism et de The Menuhin Saga. Sa mère Marutha a été décrite comme « dominatrice ». Les enfants Menuhin ont suivi une scolarisation peu classique. Hephzibah a passé cinq jours dans une école de San Francisco, où elle a été déclarée comme ayant un retard scolaire. Ses parents l'ont retirée de l'école et lui ont appris à lire et à écrire à la maison. Elle a commencé à étudier le piano à l'âge de quatre ans et a donné son premier récital à San Francisco en 1928, quand elle avait huit ans.  Elle a ensuite étudié avec Rudolf Serkin à Bâle et Marcel Ciampi à Paris. En 1933, elle et Yehudi ont fait leur premier enregistrement (une sonate de Mozart), qui a remporté le prix Candid en tant que meilleur disque de l'année. Sa première apparition publique date du 13 octobre 1934, à la Salle Pleyel à Paris. Le frère et la sœur ont joué au New York Town Hall et au Queen's Hall à Londres. Hephzibah a donné des récitals en solo dans la plupart des grandes villes d'Europe et d'Amérique.

## Séjour australien
En mars 1938, après un concert au Royal Albert Hall, Bernard Heinze présente Hephzibah et Yehudi à Lindsay et Nola Nicholas, frère et sœur, de nationalité australienne et héritiers de la fortune de la firme pharmaceutique Aspro. De manière rapprochée, Yehudi (âgé de 21 ans) a épousé Nola, et Hephzibah (17 ans) a épousé Lindsay. Ils ont alors renoncé à leur ambition de donner leur premier récital au Carnegie Hall de New York. Hephzibah est allée vivre avec Lindsay Nicholas dans sa propriété « Terrinallum » près de Derrinallum au sud-ouest de l'État de Victoria, où elle a passé les 13 années suivantes. Elle a créé une bibliothèque itinérante pour les enfants. Elle a eu deux fils, Kronrod et Marston Nicholas. Toutefois, alors qu'elle a renoncé à mener une carrière musicale, elle n'a pas tout à fait abandonné la musique. Elle a joué avec l'Orchestre symphonique de Sydney et avec le Melbourne Symphony Orchestra. Elle et Yehudi ont joué ensemble plusieurs fois au cours de la tournée de ce dernier en 1940 en Australie. Elle a aussi donné des récitals en solo, avec l'appui des musiciens locaux tels que le Quatuor Griller, et a participé avec Richard Goldner (en) à la fondation de Musica Viva Australia (en). Elle a également lié amitié avec de nombreux musiciens européens réfugiés ou émigrés en Australie. À cette époque, elle a joué la première australienne du deuxième Concerto pour piano de Bartók. Les deux mariages des Menuhin avec les Nicholas se sont terminés par des divorces. Les deux enfants d'Hephzibah sont restés avec leur père Lindsay Nicholas.

## Carrière et causes humanitaires
En 1947, elle joue au Prague Spring Music Festival dans un concert organisé par Paul Morawetz, un homme d'affaires de Melbourne. Il l'emmena voir le camp de concentration de Theresienstadt, ce qui a eu un effet profond sur elle, la forçant à affronter le sens de son propre héritage juif. Une relation amoureuse est née entre eux qui a duré pendant plusieurs années.
En 1951, elle et Yehudi ont joué lors de l'ouverture du Royal Festival Hall à Londres. Elle a ensuite fait une tournée de concerts en Australie et a joué à la radio pour la ABC. Elle a soutenu tous les types de causes par des concerts et des récitals, comme l’Association National Music Camp. À Sydney, elle a été la soliste dans le concerto pour piano de Juan José Castro sous la direction du compositeur (il était à l'époque le chef d'orchestre du Victoria Symphony Orchestra). En 1954, elle s'installe à Sydney, où elle donne des concerts et elle ouvre sa maison à tous ceux qui en avaient besoin.

## Londres
À Sydney, Hephzibah Menuhin a rencontré Richard Hauser, un sociologue autrichien quaker qui avait déménagé à Sydney avec sa famille (sa femme Ruth Hauser, et leur fille Eva Cox). Hephzibah a divorcé de son mari et épousé Hauser à Sydney en 1955. Deux ans plus tard, Menuhin et Hauser ont déménagé avec leur fille, Clara Menuhin-Hauser à Londres, où ils ont recueilli Michael Alexander Morgan, un garçon ayant des racines mixtes au Pays de Galles et au Nigeria et qui a grandi avec Clara. Ils ont commencé à travailler avec l'Institute for Human Rights and Responsibilities, et avec le Centre for Group Studies. Ils ont ensuite déménagé au Friends Hall, une maison quaker à Bethnal Green, dans l'East End de Londres. Ils ont ensuite ouvert un refuge pour les droits de l'homme dans leur maison à Pimlico. Ils ont tenté d'aider les minorités à travers le monde, et elle était un défenseur passionné des femmes et des droits des enfants. En 1977, Hephzibah Menuhin est devenue présidente de la section britannique de la Ligue internationale des femmes pour la paix et la liberté. Hephzibah et Richard Hauser ont écrit ensemble La Société fraternelle.
En 1962, elle et Yehudi font une tournée en Australie. Elle part en tournée avec Yehudi Menuhin et le Menuhin Festival Orchestra : les États-Unis et le Canada en 1967 et l'Australie en 1970 et 1975. En 1977, elle a été membre du jury du premier Concours international de piano de Sydney. À Melbourne cette année, elle joue lors d'un concert au cours duquel son fils, Marston Nicholas, fit sa première apparition publique en tant que violoncelliste
En 1979, Hephzibah Menuhin a fait ses dernières apparitions de concerts en Australie, en jouant avec Yehudi et le Sydney String Quartet. Elle est apparue avec son frère pour la dernière fois au Royal Festival Hall à Londres en novembre 1979.
Hephzibah Menuhin est morte à Londres le 1er janvier 1981, après une longue maladie. Yehudi a dédié son concert du 22 février 1981 au Carnegie Hall à sa mémoire.
Ses enregistrements comprennent le quintette La Truite de Schubert avec les membres du Quatuor Amadeus, les concertos de Mozart avec son frère tenant la baguette, des trios avec Yehudi et Maurice Gendron, et des sonates avec Yehudi.

## Mémorial
Le  Hephzibah Menuhin Memorial Scholarship, prix annuel d'une valeur de 8 000 $, pour les pianistes australiens a été fondé en 1980. Il est attribué alternativement par l'Université de Melbourne (Faculté de Musique) et par le Conservatoire de musique de Sydney (en).
En 1998, Curtis Levy a produit et dirigé un documentaire, Hephzibah, bien reçu par la critique. Une biographie An Exacting Heart a été publiée en 2007 par Jacqueline Kent.
Une biographie de Yehudi Menuhin et de sa famille intitulée Yehudiana - Reliving the Menuhin Odyssey par Philip Bailey, qui a travaillé avec les collaborateurs de Menuhin de 1976 jusqu'au décès de Yehudi en 1999, a été publiée en 2008. Ce livre contient des informations concernant la vie d'Hephzibah.